# ۱۰۶۲ (خورشیدی)
۱۰۶۲ هزار و شصت و دومین سال هجری خورشیدی است.